# Армізонське сільське поселення
Армізо́нське сільське поселення (рос. Армизонское сельское поселение) — муніципальне утворення у складі Армізонського району Тюменської області, Росія.
Адміністративний центр — село Армізонське.

## Історія
До 2004 року існували Армізонська сільська рада (село Армізонське, присілки Менщикова, Семіскуль, Снігурьова) та Яровська сільська рада (село Ярове, присілок Кайнак).

## Населення
Населення — 5330 осіб (2020; 5306 у 2018, 5441 у 2010, 5530 у 2002).

## Склад
До складу поселення входять такі населені пункти:
| Населений пункт      | Населення, осіб (2002) | Населення, осіб (2010) |
| -------------------- | ---------------------- | ---------------------- |
| Армізонське, село    | 4741                   | 4776                   |
| Кайнак, присілок     | 84                     | 50                     |
| Менщикова, присілок  | 123                    | 107                    |
| Семіскуль, присілок  | 159                    | 160                    |
| Снігурьова, присілок | 158                    | 114                    |
| Ярове, село          | 265                    | 234                    |